# Begum Pur
Begum Pur è una suddivisione dell'India, classificata come census town, di 22.828 abitanti, situata nel distretto di Delhi Nord Ovest, nello territorio federato di Delhi. In base al numero di abitanti la città rientra nella classe III (da 20.000 a 49.999 persone).

## Geografia fisica
La città è situata a 28° 43' 38 N e 77° 03' 34 E.

## Società

### Evoluzione demografica
Al censimento del 2001 la popolazione di Begum Pur assommava a 22.828 persone, delle quali 12.645 maschi e 10.183 femmine. I bambini di età inferiore o uguale ai sei anni assommavano a 4.307, dei quali 2.341 maschi e 1.966 femmine. Infine, coloro che erano in grado di saper almeno leggere e scrivere erano 14.577, dei quali 9.208 maschi e 5.369 femmine.